# Długota
Długota (niem. Lange Berg) – wzgórze w polskiej części Gór Opawskich, w Sudetach Wschodnich, o wysokości 457 m n.p.m. Położone pomiędzy Dębowcem i Wieszczyną, na południe od Prudnika, w Lesie Prudnickim. Należy do Korony Parku Krajobrazowego Góry Opawskie, jest najwyższym szczytem masywu Długoty i powiatu prudnickiego.

## Geografia
Wzgórze położone jest w północno-wschodniej części Gór Opawskich, na północnej ich krawędzi, na obszarze Parku Krajobrazowego Góry Opawskie, w Lesie Prudnickim, po zachodniej stronie wsi Dębowiec i wschodniej stronie osady Wieszczyna, w odległości ok. 6 km na południowy zachód od centrum Prudnika.

## Historia
Od 1577 właściciel Moszczanki Puta z Dunina wydobywał złoto na południowych stokach wzgórza. Do XIX wieku Długotą przebiegała droga z Prudnika do Jindřichova przez Dębowiec. W XIX wieku na południowym stoku Długoty wzniesiona została neogotycka kapliczka z czerwonej cegły.
Podczas II wojny światowej o wzgórze toczyły się ciężkie walki pomiędzy Wehrmachtem i Armią Czerwoną. Niemiecka obrona lasu pod Długotą padła 9 maja 1945. W latach powojennych, na Długocie odnajdywano liczne rury po wystrzelonych pociskach z panzerfaustów.
Na Długocie znajdowała się drewniana wieża triangulacyjna. Przed 1945 prudnicki oddział Morawsko-Śląskiego Sudeckiego Towarzystwa Górskiego planował wybudować na szczycie wieżę widokową, ale zamierzeń tych nie zrealizowano. W 2009 na zachodnim stoku góry, w centrum Wieszczyny, gmina Prudnik postawiła drewnianą wieżę widokową według projektu Jerzego Sylwestrzaka. W 2012 oddział PTTK „Sudetów Wschodnich” w Prudniku utworzył na szczycie góry „Aleję Turystów”, która upamiętnia zmarłych członków organizacji.

## Wypadki
10 marca 2012 niemal na szczycie Długoty, kilkadziesiąt metrów od zejścia do Wieszczyny, zmarł 64-letni Józef Waściński. Mężczyzna doznał ataku serca w trakcie podejścia na Długotę wraz ze swoją żoną. Pomimo akcji ratowniczej nie udało się uratować życia turyście. W miejscu śmierci postawiony został głaz upamiętniający Waścińskiego.

## Turystyka

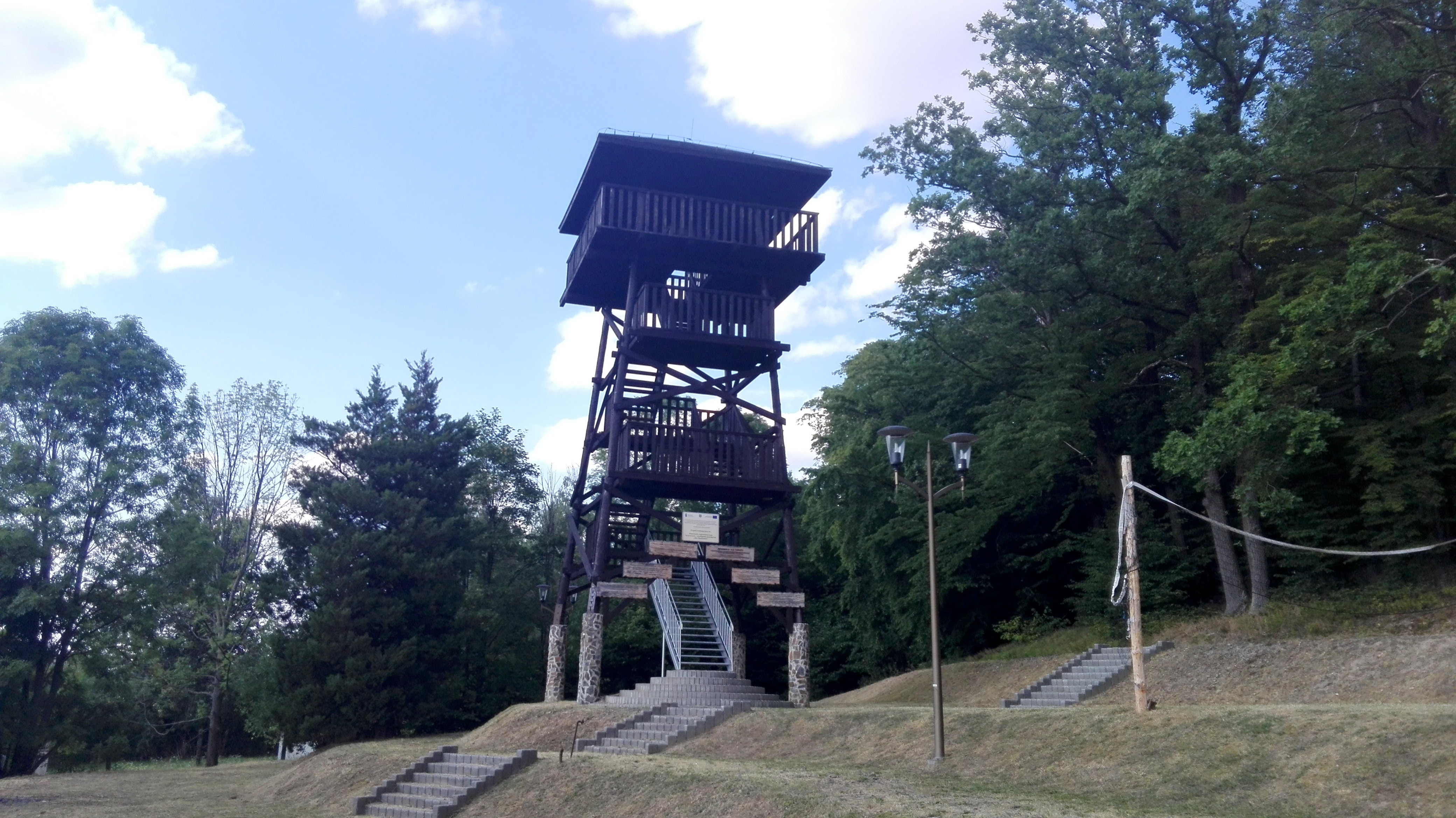
Wieża widokowa w Wieszczynie na zachodnim stoku Długoty

Na zachodnim stoku góry, w Wieszczynie, znajduje się dostępna całorocznie drewniana wieża widokowa. Otwarta w 2009, ma 15 m wysokości, przy czym górny taras widokowy znajduje się na wysokości 11 m. Z najwyższego tarasu rozciąga się widok na Góry Opawskie (masyw Biskupiej Kopy i Srebrnej Kopy), natomiast widok na drugą stronę zasłania Długota. W tym samym miejscu znajduje się schronisko „U Króla Gór Opawskich”, filia schroniska „Dąbrówka” w Prudniku. Na szczycie góry postawiono wiatę turystyczną.

### Szlaki turystyczne
W rejonie Długoty przebiega szlak turystyczny:
- Główny Szlak Sudecki im. Mieczysława Orłowicza (440 km): Prudnik – Świeradów-Zdrój